# Чирвоная Заря (Гомельская область)
Чирвоная Заря, Красная Заря (бел. Чырво́ная Зара́) — упразднённый посёлок в Хойникском районе Гомельской области Беларуси. Входил в состав Поселичского сельсовета.

## География

### Расположение
В 13 км на юго-восток от районного центра Хойники и железнодорожной станции в этом городе, расположенной на ветке Василевичи — Хойники, отходящей от линии Брест — Гомель. В 116 км от Гомеля.

## Транспортная система
Транспортная связь по просёлочной, а затем по автодороге Хойники — Брагин.
В посёлке нет жилых домов (2004 год). Застройка деревянными домами усадебного типа.

## Экология и природа
В связи с радиационным загрязнением после катастрофы на Чернобыльской АЭС жители переселены в места, не загрязнённые радиацией.

## История
На топографической карте Минской губернии А. К. Фитингофа 1846 года на месте будущего посёлка советских времён Красная Заря показан фольварк Корнелианов. Но, по сведениям Виктора Гилевского, в метрических книгах Микуличской церкви он упомянут ещё в 1839 г. Именно в этом фольварке родился Костантин Стравинский, один из двоих старших братьев Фёдора Игнатьевича Стравинского, выдающегося артиста Мариинского театра в Петербурге, отца всемирно известного композитора Игоря Фёдоровича Стравинского. Есть о Корнелианове сведения и в метрических книгах Остроглядовского костёла на октябрь 1849 г., когда здесь в возрасте 68 лет умер благородный Игнатий, сын Адама, Стравинский, похороненный ксендзом Францем Позняком на парафиальном кладбище. Покойный был дедом упомянутых Костантина и Фёдора.
Посёлок основан в 1920-е годы переселенцами из соседних деревень на бывших помещичьих землях. В 1930 году жители посёлка вступили в колхоз "Большевик".
Решением Хойникского районного Совета депутатов от 2 ноября 2009 г. № 25 "Об упразднении сельских населённых пунктов на территории Хойникского района" посёлок Красная Заря Поселичского сельсовета упразднён.

## Население

### Численность
- 2004 год — жителей нет

### Динамика
- 1970 год — 52 жителя
- 2004 год — жителей нет